# エウジェニオ・フェルナンド・ビラ
ジェニート（Genito）こと、エウジェニオ・フェルナンド・ビラ（Eugenio Fernando Bila、1979年3月3日 - ）は、モザンビーク・マプト出身の元サッカー選手。現役時代のポジションは、ミッドフィールダー。
モザンビーク代表としてアフリカネイションズカップ2010にも出場した。